# Csokonai Vitéz József
Csokonai Vitéz József színész, súgó.
1820-ban Komáromban kisebb komikus szerepekben lépett fel. 1830-ban Kolozsváron, 1833-ban Szegeden, 1834-ben Budán volt súgó.
Művei:
- Erdélyi Első Mívész Kótsi Patkó János Színjátszói Pályája. Zsebkönyv. Uj esztendei köszöntésűl, tisztelet hódolással nyújtva Erdély nagy lelkű fiainak és leányainak. Kolozsvár, 1831.
- Magyar Játékszini zsebkönyvecske. Szeged, 1833.
- Miskóltzi nemzeti játékszíni zseb-könyvetske 1833-dik esztendőre. Miskolc. 1833.
- Budai nemzeti játékszini zsebkönyv 1835-re. Buda.